# Operacja Pastorius
Operacja Pastorius – nieudana sabotażowa operacja niemiecka z czasu II wojny światowej, polegająca na wysłaniu w dwóch okrętach podwodnych (U-202, U-584) do USA ośmiu agentów, mających za zadanie dokonywanie aktów dywersji. Pierwszy zespół wylądował 13 lub 14 czerwca 1942 roku na Long Island, a drugi 17 czerwca na Florydzie.
Wszyscy szpiedzy zostali zatrzymani wkrótce po wylądowaniu, za sprawą jednego z nich, George'a Johna Dascha, który sam zgłosił się do FBI i zdradził resztę zespołu, przedtem wtajemniczając w swój plan innego agenta, Ernesta Petera Burgera.
W wyniku procesu przed sądem wojskowym, wszyscy zostali skazani na karę śmierci. Burgerowi wyrok zamieniono na dożywocie, a Daschowi na 30 lat więzienia. Wyroki na pozostałych wykonano 8 sierpnia 1942 roku w więzieniu federalnym w dystrykcie Waszyngton, na krześle elektrycznym. Byli to:
1. Herbert Haupt
2. Heinrich Heinck
3. Edward John Kerling
4. Richard Quirin
5. Werner Thiel
6. Herman Otto Neubauer

Dasch i Burger zostali ułaskawieni w kwietniu 1948 roku przez prezydenta Trumana i odesłani do RFN.

## Galeria

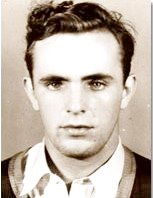
Herbert Haupt
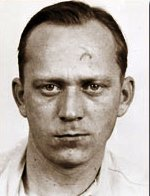
Heinrich Heinck
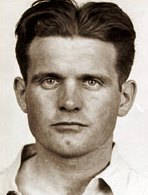
Edward John Kerling
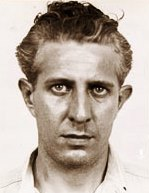
Richard Quirin
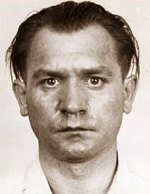
Werner Thiel
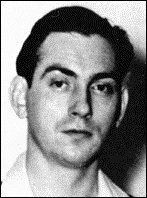
Herman Otto Neubauer

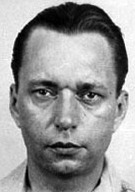
Ernest Peter Burger
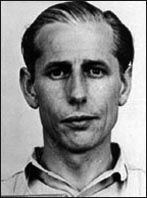
George John Dasch